# 高見知佳
高見 知佳（たかみ ちか、本名：高橋 房代〈たかはし ふさよ〉、1962年〈昭和37年〉7月9日 - 2022年〈令和4年〉12月21日）は、日本の女優、歌手、タレント、政治活動家。愛媛県新居浜市出身。

## 来歴・人物
新居浜市立泉川小学校、新居浜市立泉川中学校卒業。小学校高学年から中学時代にかけて、新居浜少年少女合唱団に所属。1978年、中学生の時、松山市で行われたテレビ愛媛のど自慢番組に参加し、25人に勝ち抜きスカウトされる。
中学卒業とともに上京。田辺エージェンシーに所属し、1978年にコロムビアからアイドル歌手としてデビュー。本名ではその響きが“何となくおばさんくさい”ということから芸名を付けることになり、姓名判断で選んだいくつかの候補の中から本人が選んで決定した。姓名判断によると高見知佳は「急には良くならないが徐々に運が開ける名前」という名前であるとのこと。
嘉悦女子高等学校（現在のかえつ有明高等学校）に入学するも、芸能活動に専念するために自主退学している。
当時出演していた『アイ・アイゲーム』では奔放なトークで人気となり、「日の丸」（女性の生理の隠語）などの回答や、「（当時所属していた）コロムビアレコードでは、私のレコード溶かして（同じレコード会社所属だった）河合奈保子ちゃんのレコード作ってる」などの発言も見られた。
1984年2月に発売された「くちびるヌード」が、資生堂・春のキャンペーンCMソングに採用される。フジテレビ『夜のヒットスタジオ』など当時の音楽番組でよく披露され、またTBS『ザ・ベストテン』には「今週のスポットライト」で、さらに日本テレビ『ザ・トップテン』には「もうすぐトップテン」で、それぞれ同番組へ初出演。
映画『蒲田行進曲』など、映画やTVドラマ、舞台に出演している。土曜昼の生番組『TVグラフィティ』では、共演の藤村俊二と高見がVTRの前に「かっふん、かっふん、かっふん」と叫ぶ謎の言語（VTRの情報件数に応じて「かっふん」と言いながらマイクのスイッチである"カフ"を切った）が名物だった。
日本テレビの情報番組『追跡』（1988年4月4日 - 1994年3月25日）では、青島幸男と2人で司会を務め、青島が東京都知事選挙に立候補する直前まで番組は続いた。また、芦屋雁之助主演のフジテレビ系ドラマ『花王名人劇場 裸の大将放浪記』では、八幡学園の職員（元生徒）で、山下清（芦屋雁之助）に想いを寄せる「よめこ」役を演じた。
2001年7月20日、2月に仕事で行ったロサンゼルスで出会ったメキシコ系アメリカ人コーディネーター、マーク・エスパーザと結婚し長男を出産。2003年7月には家族で沖縄県読谷村に在住し『オブリガード』というメキシコ料理店を営んでいた。
2010年3月21日、NHKの「春“スタパ祭り2010”」の企画として、かつて『スタジオパークからこんにちは』で共に司会を務めた堀尾正明との10年ぶりのコンビでトークショーを開催した。
2018年4月に離婚後、一人息子とともに新居浜市に帰郷。母親の介護をしながら、同市でラジオ番組へ出演したり、イベントの司会などをフリーランスの立場で行っていた。
2022年7月の第26回参議院議員通常選挙に、出馬要請した立憲民主党の推薦を受け、愛媛県選挙区から無所属で立候補したが、自民党現職の山本順三に敗れ、落選した。高見の選挙を支えた参議院議員の永江孝子によれば、落選後も翌2023年4月の新居浜市議会議員選挙への立候補を模索し、支援者へのあいさつ回りなどの準備をしていたとされる。
しかし、同年11月に腹部に痛みを訴え、検査の結果、子宮がんが判明。既にかなり進行しており、卵巣や肺、骨、脳などにも転移していた。抗がん剤治療などを受けて入院療養していたが、亡くなる数日前には一時自宅に戻り、支援者などの見舞いを受けた。この時点で息子には延命治療を求めていなかったという。その後同年12月21日12時50分、がん性腹膜炎により新居浜市内の病院で死去した。60歳没。

## 選挙歴
| 当落 | 選挙                     | 執行日         | 年齢 | 選挙区       | 政党   | 得票数     | 得票率 | 定数 | 得票順位 /候補者数 | 政党内比例順位 /政党当選者数 |
| ---- | ------------------------ | -------------- | ---- | ------------ | ------ | ---------- | ------ | ---- | ------------------ | ---------------------------- |
| 落   | 第26回参議院議員通常選挙 | 2022年07月10日 | 60   | 愛媛県選挙区 | 無所属 | 17万3329票 | 32.08% | 1    | 2/5                | /                            |

## ディスコグラフィ
全て日本コロムビアからリリースされた。

### シングル
| #  | 発売日         | A/B面 | タイトル                       | 作詞         | 作曲           | 編曲       | 規格品番 |
| -- | -------------- | ----- | ------------------------------ | ------------ | -------------- | ---------- | -------- |
| 1  | 1978年 11月1日 | A面   | シンデレラ                     | 橋本淳       | 筒美京平       | 船山基紀   | PK-130   |
| 1  | 1978年 11月1日 | B面   | 雲のじゅうたん                 | 橋本淳       | 筒美京平       | 船山基紀   | PK-130   |
| 2  | 1979年 2月1日  | A面   | シルエット                     | 橋本淳       | 筒美京平       | 船山基紀   | PK-141   |
| 2  | 1979年 2月1日  | B面   | ラヴ・ハンター                 | 橋本淳       | 筒美京平       | 船山基紀   | PK-141   |
| 3  | 1979年 5月1日  | A面   | お嬢さんお手やわらかに         | 橋本淳       | 筒美京平       | 船山基紀   | PK-150   |
| 3  | 1979年 5月1日  | B面   | サミー                         | 橋本淳       | 筒美京平       | 船山基紀   | PK-150   |
| 4  | 1979年 8月1日  | A面   | ミスター・レイン               | 門谷憲二     | 西島三重子     | 萩田光雄   | PK-165   |
| 4  | 1979年 8月1日  | B面   | 少しはわたしを好きでしたか     | 門谷憲二     | 西島三重子     | 萩田光雄   | PK-165   |
| 5  | 1979年 11月1日 | A面   | セザンヌの絵                   | 門谷憲二     | 西島三重子     | 松井忠重   | PK-177   |
| 5  | 1979年 11月1日 | B面   | しのび逢い                     | 高見沢俊彦   | 高見沢俊彦     | 松井忠重   | PK-177   |
| 6  | 1980年 2月1日  | A面   | ミスティ－・ブルー             | 竜真知子     | 馬飼野康二     | 馬飼野康二 | PK-185   |
| 6  | 1980年 2月1日  | B面   | イエスタデイズ・メロディー     | 竜真知子     | 馬飼野康二     | 馬飼野康二 | PK-185   |
| 7  | 1980年 7月1日  | A面   | 誘惑の熱い砂                   | 竜真知子     | 馬飼野康二     | 船山基紀   | AK-665   |
| 7  | 1980年 7月1日  | B面   | デイタイム・フラッパー         | 兵藤未来     | 兵藤未来       | 船山基紀   | AK-665   |
| 8  | 1980年 10月1日 | A面   | ビコーズ・ビコーズ             | 竜真知子     | 馬飼野康二     | 萩田光雄   | AK-716   |
| 8  | 1980年 10月1日 | B面   | 失恋ばなれ                     | 竜真知子     | 馬飼野康二     | 萩田光雄   | AK-716   |
| 9  | 1980年 11月1日 | A面   | 心のシャイニング・スター       | 竜真知子     | 馬飼野康二     | 松井忠重   | AK-735   |
| 9  | 1980年 11月1日 | B面   | さよならギャルソン             | 竜真知子     | 馬飼野康二     | 松井忠重   | AK-735   |
| 10 | 1981年 3月1日  | A面   | ジャングル・ラブ               | 安井かずみ   | 加藤和彦       | 加藤和彦   | AH-25    |
| 10 | 1981年 3月1日  | B面   | CALL ME TONIGHT                | 安井かずみ   | 加藤和彦       | 加藤和彦   | AH-25    |
| 11 | 1981年 9月1日  | A面   | ボーイ・フレンド               | 安井かずみ   | 加藤和彦       | 加藤和彦   | AH-114   |
| 11 | 1981年 9月1日  | B面   | 今夜がその時                   | 安井かずみ   | 加藤和彦       | 加藤和彦   | AH-114   |
| 12 | 1981年 11月1日 | A面   | ロマンティック・アドベンチャー | 竜真知子     | 小杉保夫       | 戸塚修     | AH-146   |
| 12 | 1981年 11月1日 | B面   | ペーパー・ムーンに腰かけて     | 門谷憲二     | 西島三重子     | 若草恵     | AH-146   |
| 13 | 1982年 5月21日 | A面   | 赤い涙                         | 岡田冨美子   | 松宮恭子       | 若草恵     | AH-213   |
| 13 | 1982年 5月21日 | B面   | ピエレット                     | 松宮恭子     | 松宮恭子       | 若草恵     | AH-213   |
| 14 | 1983年 10月1日 | A面   | 夏を選んで                     | 秋元康       | 鈴木キサブロー | 川村栄二   | AH-377   |
| 14 | 1983年 10月1日 | B面   | エトセトラ                     | 竜真知子     | 鈴木茂         | 若草恵     | AH-377   |
| 15 | 1984年 2月1日  | A面   | くちびるヌード                 | EPO          | EPO            | 清水信之   | AH-415   |
| 15 | 1984年 2月1日  | B面   | あてのない待ちぼうけ           | EPO          | EPO            | 清水信之   | AH-415   |
| 16 | 1984年 4月21日 | A面   | キャベツから恋が生まれれば     | 荒木とよひさ | 大野克夫       | 菊池ひみこ | AH-452   |
| 16 | 1984年 4月21日 | B面   | Dancing doll・ミステリー       | 荒木とよひさ | 大野克夫       | 菊池ひみこ | AH-452   |
| 17 | 1984年 5月21日 | A面   | 上海エトランゼ                 | EPO          | EPO            | 清水信之   | AH-456   |
| 17 | 1984年 5月21日 | B面   | 月夜のワルツ                   | EPO          | EPO            | 清水信之   | AH-456   |
| 18 | 1984年 9月21日 | A面   | 深夜劇場                       | 松井五郎     | 長渕剛         | 船山基紀   | AH-501   |
| 18 | 1984年 9月21日 | B面   | 悲しみよこんにちは             | 松井五郎     | 長渕剛         | 船山基紀   | AH-501   |
| 19 | 1985年 6月21日 | A面   | 怒濤の恋愛                     | 戸川純       | 矢野顕子       | 戸田誠司   | AH-608   |
| 19 | 1985年 6月21日 | B面   | 満月の夜 君んちへ行ったよ      | 山本みき子   | 太田裕美       | 中村哲     | AH-608   |

### アルバム

#### ベスト・アルバム
- 高見知佳 ベスト（1981年／AX-7346）
- 3/6（1984年9月21日／AF-7307） ※CD版（2013年2月21日／CORR-10862）
- アイドル・ミラクルバイブルシリーズ 高見知佳 ベスト（2003年12月3日／COCP-32481〜2）
- ゴールデン☆ベスト 高見知佳（2019年2月20日／COCP-40711）

### タイアップ曲
| 年     | 楽曲                           | タイアップ                                            |
| ------ | ------------------------------ | ----------------------------------------------------- |
| 1979年 | セザンヌの絵                   | TBS系テレビドラマ『家路〜ママ・ドント・クライ』挿入歌 |
| 1980年 | 心のシャイニング・スター       | テレビ東京系テレビドラマ『ときめき十字星』主題歌      |
| 1980年 | さよならギャルソン             | テレビ東京系テレビドラマ『ときめき十字星』挿入歌      |
| 1981年 | ロマンティック・アドベンチャー | 日本テレビ系テレビドラマ『おてんば宇宙人』主題歌      |
| 1981年 | ペーパー・ムーンに腰かけて     | 日本テレビ系テレビドラマ『おてんば宇宙人』挿入歌      |
| 1984年 | くちびるヌード                 | 資生堂・春のキャンペーン・ソング                      |
| 1984年 | キャベツから恋が生まれれば     | TBS系テレビドラマ『シンデレラの財布』OPテーマ         |
| 1984年 | Dancing doll・ミステリー       | TBS系テレビドラマ『シンデレラの財布』EDテーマ         |

## 出演

### ラジオ
- 芸能ダイヤル（NHKラジオ第1）
- 高見知佳 サンデー・グッド・セレクション（TBSラジオ）
- TOYOBOメモリーポップス（TBSラジオ、1998年4月 - 2001年3月）
- KISS KISS シンドローム 高見知佳のぶったま白書（ニッポン放送、1984年10月 - 1985年4月）
- 高見知佳・私の大切なもの（琉球放送、2010年7月 - ）
- 高見知佳のほっとひと息（ハロー! ニュー新居浜FM78.0 2018年4月 - ）
- 高見知佳のおさんぽトーク（エフエム沖縄、2009年6月 - 2010年）
- 高見知佳の「ホッとしなKUCHA！」（エフエム沖縄、2010年4月 - ）

### テレビ音楽番組
- 夜のヒットスタジオ（フジテレビ）（1981年3月9日：ジャングル・ラブ）他

### テレビバラエティー番組
- カックラキン大放送（日本テレビ）（1980年8月29日：誘惑の熱い砂）他
- ドリフ大爆笑（フジテレビ / 制作：イザワオフィス）（1980年9月9日：誘惑の熱い砂）他
- ゲバゲバ90分!+30（日本テレビ）（1982年）
- オレたちひょうきん族（フジテレビ）（1984年3月17日：くちびるヌード）- ひょうきんベストテン 今週のスポット

### テレビドラマ
- 家路〜ママ・ドント・クライ（TBS系、1979年）- 李梅子 役
- やる気満々（TBS系、1979年）- ゲスト たま枝 役
- 俺はあばれはっちゃく 第24話「やったぜデート㊙作戦」(テレビ朝日系、1979年 / 国際放映）- チカ 役
- 熱中時代 教師編2（日本テレビ系、1980年）- 田丸笑子 役
- ときめき十字星（東京12チャンネル、1980年）- 青木みどり 役
- おてんば宇宙人（日本テレビ系、1981年）- 星野チカ 役
- おんな太閤記（NHK大河ドラマ、1981年）- 千姫 役
- 銭形平次 （フジテレビ系）
  - 第783話「甦った十手」（1981年） - お君 役
  - 第886話「悲しき嘘」（1984年）
- 裸の大将放浪記（関西テレビ制作フジテレビ系、1982年〜1983年）- 米川ヨメ子 役
- 右門捕物帖（日本テレビ系、1982年）- 美根 役
- 江戸川乱歩の美女シリーズ（テレビ朝日、1983年〜1984年）- 文代（二代目） 役
- 出逢い・めぐり逢い（TBS系、1983年）
- 女が会社へ行きたくない朝（テレビ朝日系、1983年）
- 長谷川町子の意地悪クッキー（フジテレビ系、1983年）
- どきどき婦警さん（フジテレビ系、1983年）
- 大奥 第42話「少女達の不良白書」（関西テレビ制作フジテレビ系、1984年） - おとめ 役
- 意地悪お手伝いさん（フジテレビ系、1984年〜1986年）
- シンデレラの財布（TBS系、1984年）- 関谷みちる 役
- 暴れん坊将軍II 第114話「花の吉原 人質新さん!」（テレビ朝日系、1985年、東映） - お銀 役
- OH!キッチン家族（テレビ東京系、1988年）ほか

### 映画
- 蒲田行進曲（松竹、1982年）- 朋子 役
- まんがイソップ物語（1983年） - イソップ 声優
- 妖精フローレンス（1985年）声優
- 愛しのチィパッパ（松竹、1986年）

### 人形劇
- ひょっこりひょうたん島「アラビアンナイトの巻」 - シエラザード 役（NHK衛星第2、1992年）

### 吹き替え
- 超能力学園Z - バーナデット 役（フェリス・シャクター） ※フジテレビ『ゴールデン洋画劇場』（1986年）

### CM
- ヤマザキナビスコ コーンディガー（1981年）
- 加藤産業 カンピー みかんドリンク、クリームソーダ
- サントリー ナマ樽 一般大衆篇（レオナルド熊、藤島親方（後の貴ノ花利彰）と共演。）
- 永谷園 みそ蔵
- ヤマザキナビスコ（現ヤマザキビスケット） ピコラ
- ナショナル ラジカメ
- コロナ石油ファンヒーター
- ピップフジモト ピップエレキバンミニ
- ユニ・チャーム チャームソフトタンポン
- ヤクルト本社 ミルミル
- ACジャパン 2009年度沖縄限定地域キャンペーン「子供達の睡眠を奪わないでください。」（ナレーション）

### その他
- 三枝の恋ピューター（日本テレビ系、1982年）
- アイ・アイゲーム（フジテレビ系、1979年 - 1985年）
- ミュージック・ボンボン（日本テレビ系、レギュラー出演者、1978年4月 - 8月）
- おはよう!サタデーOMOTAME情報局（日本テレビ系、レギュラー出演者、1980年10月 - 1981年4月）
- 欽ちゃんの仮装大賞（日本テレビ系、審査員、1982年 - 1989月） - 審査員として3度出演（第5,26,28回）
- TVジョーカーズ笑（TBS系、1983年）
- 所さんのただものではない! （フジテレビ系、準レギュラー解答者、1985年10月 - 1991年9月）
- 追跡（日本テレビ系、司会、1988年 - 1994年）
- 大追跡（日本テレビ系、司会、1990年1月 - 3月、1990年10月 - 1992年9月）
- Oh!診（日本テレビ系、司会、1995年 - 1997年）
- Junji&Chikaの歌の新婚愛ランド（毎日放送制作TBS系、1986年4月6日 - 9月28日）
- TVグラフィティ（フジテレビ、司会、1982年 - 1986年）
- スタジオパークからこんにちは（NHK、司会、1995年3月 - 2000年3月）
- スターどっきり（秘）報告（フジテレビ、レポーター）など
- クイズ! 加トちゃんの1! 2! 3!（フジテレビ、進行、1989年 - 1990年）
- ドリフ大爆笑（フジテレビ）
- 世界の超豪華・珍品料理（フジテレビ、不定期出演）